# Joaquina Comella
Joaquina Comella Beyermón (Madrid, 1778 – Ibídem, 25 de noviembre de 1800) fue una dramaturga española especializada en libretos de tonadillas.

## Biografía
Fue la mayor de los cuatro hijos del matrimonio conformado por María Teresa Vermont y Luciano Francisco Comella, autor de dramas heroicos y comedias sentimentales. Tuvo una deformidad física, probablemente de la columna vertebral, que le valió el apodo de «Jorobadita».
Colaboró con su padre en la creación de sus obras y esa colaboración provocó la crítica de escritores contemporáneos. Así Leandro Fernández de Moratín criticó en su obra La comedia nueva a las mujeres que dejaban sus quehaceres domésticos para escribir teatro en clara alusión a ella. El personaje de Doña Mariquita provocó que Comella protestase ante las autoridades para que impidiesen representar la obra. Benito Pérez Galdós se hizo eco de la mordacidad de sus contemporáneos en su novela La corte de Carlos IV al nombrarla a ella y a su padre recibiendo limosna de la cómica Pepita González.
Murió en Madrid el 25 de noviembre de 1800.

## Obra
Fue autora de tonadillas. La tonadilla escénica es un género exclusivamente español limitado en el tiempo a poco más de medio siglo. Inicialmente era una canción festiva con la que se acababa un sainete. Poco a poco, se fue complicando y adquirió entidad propia. La diferencia con el sainete es que la tonadilla era un género musical en el que la parte hablada tenía un papel secundario. Gozó de mucha popularidad, y a ello contribuyeron las tonadilleras, actrices especializadas que las cantaban con gracia y desparpajo.
Su primera obra conocida fue La Anita, escrita en 1794, una tonadilla a tres voces. En ella, don Canuto que tiene título de Barón, es el tutor de Anita, joven inocente con la que el viejo pretende casarse. A la vuelta de un viaje, se encuentra con el joven vecino don Juan que le confiesa que está enamorado de ella. El Barón, enfurecido, lo rechaza. Ella le escribe una nota citando a don Juan y la contraseña serán dos toses. Don Canuto, tras leerla, manda a dos criados para que le den una paliza. Al toser él, será quien reciba esa paliza. El equívoco es la clave de la tonadilla. Su estructura es compleja ya que alterna partes cantadas con recitadas con música y simplemente habladas. Su métrica es muy variada acorde con la música.
En 1800, se pidió licencia para ser representadas otros siete libretos con música de Blas de Laserna: El novio y las dos hermanas, Los hidalgos chasqueados y El marido indiscreto. Comella murió el 25 de noviembre de 1800 pero dejó compuestos algunos libretos para Laserna, La pasiega y el hidalgo, El marido pesado y La elección de moda. El tema que predomina en ellos es el matrimonio y las dificultades de la vida conyugal, los matrimonios de edad desigual... Son situaciones propias de ambientes populares que quieren provocar el regocijo del público. Los personajes están bien resueltos, caracterizados por rasgos en el habla o en el vestir. Desarrolla sus argumentos de manera coherente y eficaz, con una intriga con su planteamiento, nudo y desenlace como mandaban los cánones. Sus personajes son creíbles y utiliza los recursos cómicos del lenguaje y de las situaciones. Su calidad literaria nos la hace percibir como una autora con conciencia de llegar a ser una escritora profesional.